# Lannea discolor
Lannea discolor är en sumakväxtart som först beskrevs av Otto Wilhelm Sonder, och fick sitt nu gällande namn av Adolf Engler. Lannea discolor ingår i släktet Lannea och familjen sumakväxter. Inga underarter finns listade i Catalogue of Life.